# Laura (Ohio)
Laura es una villa ubicada en el condado de Miami en el estado estadounidense de Ohio. En el Censo de 2010 tenía una población de 474 habitantes y una densidad poblacional de 675,32 personas por km².

## Geografía
Laura se encuentra ubicada en las coordenadas 39°59′42″N 84°24′30″O / 39.99500, -84.40833. Según la Oficina del Censo de los Estados Unidos, Laura tiene una superficie total de 0.7 km², de la cual 0.7 km² corresponden a tierra firme y (0%) 0 km² es agua.

## Demografía
Según el censo de 2010, había 474 personas residiendo en Laura. La densidad de población era de 675,32 hab./km². De los 474 habitantes, Laura estaba compuesto por el 96.62% blancos, el 1.69% eran afroamericanos, el 0.42% eran amerindios, el 0.21% eran asiáticos, el 0% eran isleños del Pacífico, el 0.63% eran de otras razas y el 0.42% pertenecían a dos o más razas. Del total de la población el 1.48% eran hispanos o latinos de cualquier raza.